# Sabrina Salerno
Pour les articles homonymes, voir Salerno (homonymie).
Sabrina Salerno, également connue sous son seul prénom Sabrina, née le 15 mars 1968 à Gênes en Italie, est une chanteuse — italo disco et pop — et actrice italienne.

## Biographie
Elle commença sa carrière sous son seul prénom au milieu des années 1980 dans le style italo disco. Elle débuta avec le titre Sexy Girl en 1986. 
Mais c'est le titre Boys (Summertime Love) en 1987 qui la fit connaître en devenant un énorme succès dans toute l'Europe, se classant numéro 1 en France et en Italie avec 800 000 exemplaires vendus. Le vidéoclip, estival et sexy, ne fut pas étranger à la popularité de la chanson : il se déroule dans la piscine de l'hôtel Florida à Jesolo en Italie, où Sabrina porte un bikini qui ne cesse de glisser, dévoilant une grande partie de sa poitrine. Ce fut d'ailleurs le premier clip à avoir été censuré par MTV, qui est jugé trop osé et interdit de diffusion au Royaume-Uni. Le 18 mai 2019, la chanteuse donne une interview pour le magazine 13 h 15, le samedi, dans laquelle elle revient sur l'histoire du tournage du clip. L'interview a lieu dans une villa appartenant à la famille de son époux, où la chanteuse confie avoir fait des photos, dans la piscine, pour la promotion des reprises du titre (en 1995 et 2003), ou encore pour la couverture de magazines.  
D'autres titres toujours composés par des producteurs italo disco seront enregistrés sur la lancée du succès de Boys (Summertime Love), notamment Hot Girl et All of Me (Boy Oh Boy), mais avec un succès moindre.
Sabrina Salerno a continué sa carrière en tant que chanteuse et parfois comme animatrice d'émissions musicales. Elle a également tourné dans de nombreux téléfilms et séries, principalement en Italie où elle est restée célèbre.
Depuis 2007, elle participe à la tournée française RFM Party 80, un spectacle musical qui rassemble des chanteurs des années 1980 ayant été en tête du Top 50. Elle y participera également en 2008, 2011 et 2012, tout comme à la tournée Stars 80. Le film Stars 80 produit par Thomas Langmann (sorti en 2012) raconte de manière humoristique l’aventure de cette tournée à succès qui a réuni presque deux millions de spectateurs. Sabrina y joue son propre rôle.
En 2010, elle marque son retour sur les scènes européenne et internationale avec la reprise de la chanson Call Me du groupe de new wave américain Blondie en duo avec Samantha Fox, une autre figure des années 1980. Elles sont les deux icônes à forte poitrine des années 1980. En 2015, elle est invitée à l'émission Danse avec les stars sur TF1.

## Vie privée
En couple de 1994 à 2018 avec Enrico Monti, un entrepreneur italien, ils se marient en 2006 et divorcent en 2019. Ils ont eu un fils, Luca, né en 2004.
Dans les années 1980, la chanteuse était fiancée à l'acteur Pierre Cosso.

## Discographie

### Albums
| Année | Titre                       | Meilleure position | Meilleure position | Meilleure position | Certifications |
| Année | Titre                       | Suède              | Suisse             | France             | Certifications |
| ----- | --------------------------- | ------------------ | ------------------ | ------------------ | -------------- |
| 1987  | Sabrina                     | —                  | 11                 | 24                 |                |
| 1988  | Something Special           | 31                 | —                  | —                  |                |
| 1988  | Super Sabrina               | 39                 | 28                 | —                  |                |
| 1990  | Super Remix                 | —                  | —                  | —                  |                |
| 1991  | Over the Pop                | —                  | —                  | —                  |                |
| 1996  | Maschio Dove Sei            | —                  | —                  | —                  |                |
| 1999  | A Flower's Broken           | —                  | —                  | —                  |                |
| 2008  | Erase/Rewind Official Remix | —                  | —                  | —                  |                |

### Singles
| Année | Single                          | IT   | FR | SWI | GER | SP | FI   | UK | IRL | NOR | AUS | NET | AUSTRA | SA |
| ----- | ------------------------------- | ---- | -- | --- | --- | -- | ---- | -- | --- | --- | --- | --- | ------ | -- |
| 1986  | Sexy Girl                       | 20   | -  | -   | -   | -  | 11 1 | -  | -   | -   | -   | -   | 36 1   | -  |
| 1987  | Lady Marmalade                  | -    | 41 | -   | -   | -  | -    | -  | -   | -   | -   | 40  | -      | -  |
| 1987  | Boys (Summertime Love)          | 1    | 1  | 1   | 2   | 2  | 2    | 3  | 3   | 3   | 5   | 5   | 11     | 14 |
| 1987  | Hot Girl                        | 21   | 12 | 13  | 19  | 2  | 6    | -  | -   | -   | -   | 10  | -      | -  |
| 1988  | All of Me (Boy Oh Boy)          | 12   | 15 | 12  | 16  | -  | 2    | 25 | -   | -   | -   | -   | -      | -  |
| 1988  | My Chico                        | 1    | -  | -   | 56  | -  | 3    | -  | -   | -   | -   | -   | -      | -  |
| 1989  | Like a Yo-Yo                    | 18 2 | -  | -   | -   | -  | 1    | 72 | -   | -   | -   | -   | -      | -  |
| 1989  | Gringo                          | 12   | -  | -   | -   | -  | -    | 91 | -   | -   | -   | -   | -      | -  |
| 1990  | Yeah Yeah                       | 24   | -  | -   | -   | -  | -    | -  | -   | -   | -   | -   | -      | -  |
| 1991  | Siamo Donne                     | 11   | -  | -   | -   | -  | -    | -  | -   | -   | -   | -   | -      | -  |
| 1991  | Shadows of the Night            | -    | -  | -   | -   | -  | -    | -  | -   | -   | -   | -   | -      | -  |
| 1992  | Cover Model                     | -    | -  | -   | -   | -  | -    | -  | -   | -   | -   | -   | -      | -  |
| 1994  | Rockawillie                     | -    | -  | -   | -   | -  | -    | -  | -   | -   | -   | -   | -      | -  |
| 1995  | Boys '95 (re-mix)               | -    | -  | -   | -   | -  | -    | -  | -   | -   | -   | -   | -      | -  |
| 1995  | Angel Boy                       | -    | -  | -   | -   | -  | 15   | -  | -   | -   | -   | -   | -      | -  |
| 1996  | Fatta e Rifatta                 | -    | -  | -   | -   | -  | -    | -  | -   | -   | -   | -   | -      | -  |
| 1999  | I Love You (it)                 | -    | -  | -   | -   | -  | -    | -  | -   | -   | -   | -   | -      | -  |
| 2005  | I Feel Love (Good Sensation)    | -    | -  | -   | -   | -  | -    | -  | -   | -   | -   | -   | -      | -  |
| 2009  | Erase & Rewind                  | -    | -  | -   | -   | -  | -    | -  | -   | -   | -   | -   | -      | -  |
| 2010  | Call Me (duo avec Samantha Fox) | -    | -  | -   | -   | -  | -    | -  | -   | -   | -   | -   | -      | -  |
| 2014  | Colour Me                       | -    | -  | -   | -   | -  | -    | -  | -   | -   | -   | -   | -      | -  |

1 Version remixée 

2 Classement non officiel

## Reprises
- Ludwig von 88 a repris Boys (Summertime Love) sur leur album 17 plombs pour péter les tubes.
- LTNO a également repris Boys (Summertime Love).
- Cyril X a également repris Boys (Summertime Love) en 1998 sur la compilation gay Summer Boys (Le Marais prod/SONY).

## Filmographie
| Année | Film                                                           |
| ----- | -------------------------------------------------------------- |
| 1986  | Ferragosto O.K. (téléfilm) (Guendalina)                        |
| 1986  | Professione vacanze (série télévisée) (Mia Star)               |
| 1986  | Grandi magazzini                                               |
| 1987  | Sentences de mort (Le Foto di Gioia)                           |
| 1987  | Tutti in palestra                                              |
| 1988  | Festa di Capodanno (mini-série)                                |
| 1989  | Fratelli d'Italia (Michela Sauli)                              |
| 1998  | Jolly Blu (Annabella)                                          |
| 1998  | Tutti gli uomini sono uguali (sitcom) (Vittoria)               |
| 2005  | Colori                                                         |
| 2006  | Film D (Sara)                                                  |
| 2012  | Stars 80, de Thomas Langmann et Frédéric Forestier (Elle-même) |
| 2017  | Stars 80, la suite, de Thomas Langmann (Elle-même)             |